# Cornelis Bloemaert II

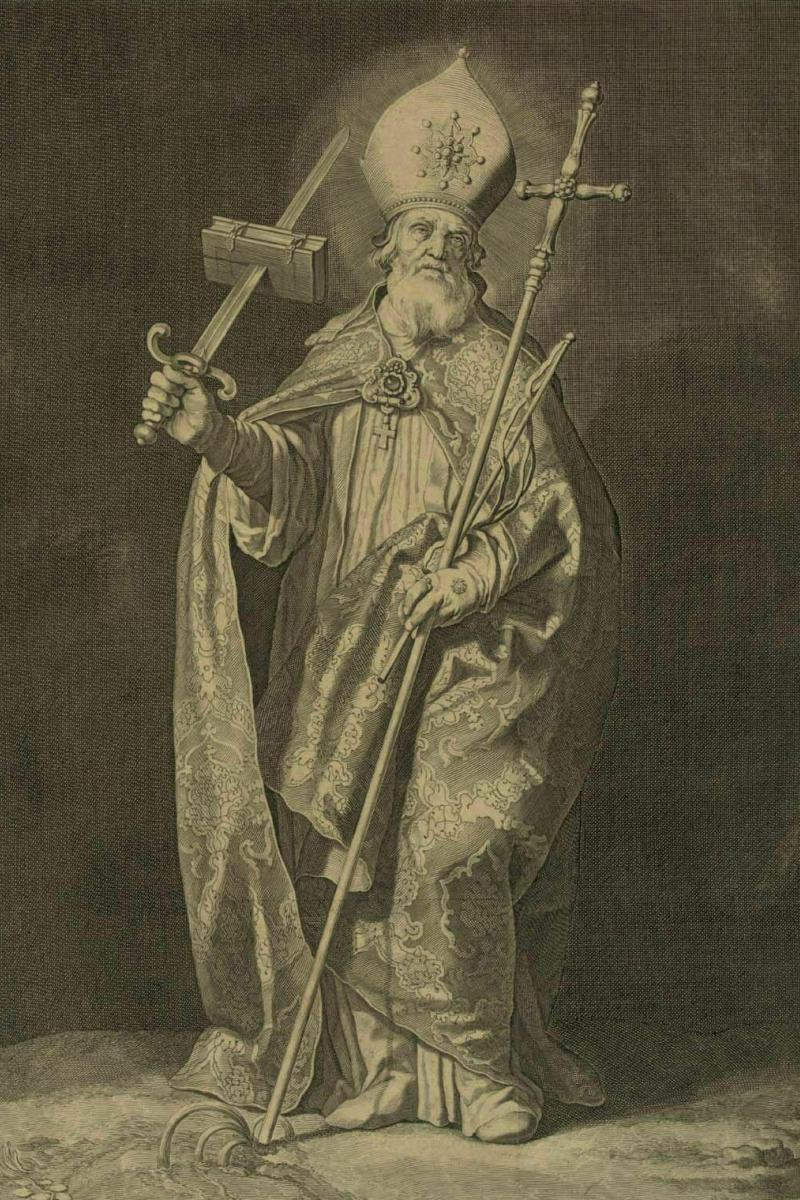
Cornelis Bloemaert: Bildnis des Bonifazius, Kupferstich, ca. 1630

Cornelis Abrahamszoon Bloemaert (auch Bloemaert II, * um 1603 in Utrecht; † September 1692 in Rom) war ein niederländischer Maler und Kupferstecher.

## Leben
Bloemaert entstammte einer Utrechter Künstlerfamilie. Er wurde als zweites Kind aus zweiter Ehe des Malers Abraham Bloemaert geboren und war Enkel des Bildhauers Cornelis Bloemaert (Cornelis Bloemaert I). Er lernte Malerei bei seinem Vater und wohl auch bei Gerard van Honthorst sowie Kupferstich bei Crispin de Passe dem Älteren. Nach einem Arbeitsaufenthalt von 1630 bis 1633 in Paris zog er nach Rom, wo er mit Joachim von Sandrart zusammenarbeitete. Er stach zahlreiche Werke der Sammlung Giustiniani in Kupfer, die Skulpturen der Sammlung vor allem nach Sandrarts Zeichnungen.
Von seinen Gemälden ist bisher keines identifiziert worden, dafür zahlreiche signierte Kupferstiche. Als letztes bekanntes Blatt wird der 1693 datierte Kupferstich Der Hl. Johannes auf Christus weisend nach einem Gemälde von Ciro Ferri angesehen.
Er wurde am 28. September 1692 in der Kirche Sant’Andrea delle Fratte in Rom beerdigt.